# اندیس رضی آباد مدین
رضی آباد مدین یک اندیس فلزی است که در حوالی شهر سبزواران استان کرمان قرار دارد و مادهٔ معدنی موجود در آن، مس است.  